# Исчезнувшие сёла (Сакский район)

## Сёла, включённые в состав других населённых пунктов
| Сёла, включённые в состав других населённых пунктов | Сёла, включённые в состав других населённых пунктов | Сёла, включённые в состав других населённых пунктов | Сёла, включённые в состав других населённых пунктов | Сёла, включённые в состав других населённых пунктов |
| Село                                                | К кому присоединено                                 | Старое название                                     | Годы включения                                      |                                                     |
| --------------------------------------------------- | --------------------------------------------------- | --------------------------------------------------- | --------------------------------------------------- | --------------------------------------------------- |
| Александровка                                       | Саки                                                | —                                                   | —                                                   |                                                     |
| Белоглазово                                         | Трудовое                                            | до 1948 года Ак-Коз                                 | с 1954 по 1968 годы                                 |                                                     |
| Булгак                                              | Ильинка                                             | —                                                   | 1948 год                                            |                                                     |
| Красный Посёлок                                     | Червонное                                           | —                                                   | до 1960 года                                        |                                                     |
| Новая Чеботарка                                     | Червонное                                           | —                                                   | с 1954 по 1968 годы                                 |                                                     |
| Ново-Дмитриевка                                     | Орехово                                             | —                                                   | с 1954 по 1968 годы                                 |                                                     |
| Сталино                                             | Червонное                                           | —                                                   | до 1960 года                                        |                                                     |
| Тузлы                                               | Михайловка                                          | —                                                   | 18. 05. 1948 года                                   |                                                     |
| Песчанка                                            | Заозёрное                                           | до 1948 года Джага-Майнак                           | с 1968 года по 1977 год                             |                                                     |
| Тюмень Немецкий                                     | Овражное                                            | —                                                   | 18. 05. 1948 года                                   |                                                     |
| Тюмень русский                                      | Овражное                                            | —                                                   | 18. 05. 1948 года                                   |                                                     |
| Фёдоровка                                           | Новофёдоровка                                       | —                                                   | 17. 02. 2010 года                                   |                                                     |
| Яковлево                                            | Добрушино                                           | до 1948 года Чотай                                  | с 1954 по 1968 годы                                 |                                                     |

- Васильевка[1][2] — в период с 1954 по 1968 годы присоединена к Червонному
- Кизил-Габин — встречается только в указе Президиума Верховного Совета РСФСР от 18 мая 1948 года, которым село присоединили к Приветному
- Луначарка — в период с 1954 по 1968 годы присоединено к Крайнему

## Сёла, исчезнувшие до 1926 года
Наиболее ранний доступный перечень поселений на территории современного района — Ведомости о всех селениях… Евпаторийского и, частично, Перекопского уездов 1805 и 1806 годов. В последующем деревни фиксировались на военно-топографических картах 1817, 1842 и 1865—1876 годов, в «Ведомости о казённых волостях Таврической губернии 1829 г», а также в Памятных книжках (по результатам ревизий) 1864, 1889, 1892, 1900 и 1915 годов. Особняком стоит «Памятная книжка Таврической губернии за 1867 год» в которой перечислены только полностью опустевшие деревни, покинутые жителями в результате массовой эмиграции крымских татар 1860—1866 годов (после Крымской войны 1853—1856 г.). Здесь перечислены деревни, записанные в каком либо из указанных документов и прекратившие существование до проведённой в 1926 году полной переписи населённых пунктов Крыма.
| Сёла, исчезнувшие до 1926 года | Сёла, исчезнувшие до 1926 года  | Сёла, исчезнувшие до 1926 года | Сёла, исчезнувшие до 1926 года | Сёла, исчезнувшие до 1926 года |
| Село                           | Координаты                      | Местоположение (сельсовет)     | Годы упразднения               |                                |
| ------------------------------ | ------------------------------- | ------------------------------ | ------------------------------ | ------------------------------ |
| Аджи-Тархан                    | 45°16′35″ с. ш. 33°18′35″ в. д. | Ромашкинский сельский совет    | с 1922 по 1926 год             |                                |
| Богайлы                        | 45°01′55″ с. ш. 33°40′20″ в. д. | —                              | до 1805 года                   |                                |
| Боз-Оглу-Каратаяк              | 45°21′25″ с. ш. 33°38′10″ в. д. | Виноградовский сельский совет  | до 1926 года                   |                                |
| Боз-Оглу-Кереит                | 45°21′25″ с. ш. 33°38′10″ в. д. | Виноградовский сельский совет  | до 1926 года                   |                                |
| Боз-Оглу-Салаул                | 45°21′25″ с. ш. 33°38′10″ в. д. | Виноградовский сельский совет  | до 1926 года                   |                                |
| Джайлав                        | 45°15′30″ с. ш. 33°20′25″ в. д. | Суворовский сельский совет     | с 1892 по 1900 год             |                                |
| Ибраш-Эли                      | 45°23′05″ с. ш. 33°07′45″ в. д. | Весёловский сельский совет     | с 1922 по 1926 год             |                                |
| Кара-Кущи                      | 45°16′00″ с. ш. 33°43′30″ в. д. | Крайненский сельский совет     | с 1892 по 1900 год             |                                |
| Карт-Бий-Аджи-Байчи            | 45°15′50″ с. ш. 33°07′00″ в. д. | Штормовское сельское поселение | с 1876 по 1889 год             |                                |
| Кичкене-Эли                    | 45°12′40″ с. ш. 33°13′35″ в. д. | Молочненский сельский совет    | с 1915 по 1926 год             |                                |
| Контуган                       | 45°25′10″ с. ш. 33°34′05″ в. д. | Столбовской сельский совет     | с 1922 по 1926 год             |                                |
| Кончи                          | 45°12′40″ с. ш. 33°48′55″ в. д. | Крымский сельский совет        | с 1892 по 1900 год             |                                |
| Осалай                         | 45°16′35″ с. ш. 33°38′50″ в. д. | Митяевский сельский совет      | с 1892 по 1900 год             |                                |
| Султан-Эли                     | 45°19′55″ с. ш. 33°02′10″ в. д. | —                              | с 1922 по 1926 год             |                                |

Перечисленные ниже сёла встречаются лишь в одном-двух исторических документах и сведений о них недостаточно для создания полноценной статьи.
- Беш-Аран-Мамай 45°16′44″ с. ш. 33°26′37″ в. д.HGЯO встречается в Камеральном описании Крыма как Беш-Арак-Мамай и на карте 1817 года как пустующая деревня Бешеран-Мамай. Располагался примерно на месте нынешнего села Туннельное.
- Боз-Оглу 45°20′50″ с. ш. 33°37′50″ в. д.HGЯO — располагалось примерно в 1,5 км южнее современного села Ветровка[3]; встречается на картах 1836 года, как деревня с 8 дворами[4], 1842 года, обозначенная условным знаком «малая деревня», то есть, менее 5 дворов[5], 1865[3] и 1876 года[6] без указания числа дворов.
- Бойгун 45°16′51″ с. ш. 33°35′58″ в. д.HGЯO встречается в Камеральном описании Крыма как Баигун и на карте 1817 года как пустующая деревня Бойгун.
- Джагалак (вакуф)  — встречается в Статистическом справочнике Таврической губернии. Ч.II-я. Статистический очерк, выпуск пятый Евпаторийский уезд, 1915 год, согласно которому в деревне Джагалак (вакуф) Сакской волости Евпаторийского уезда числилось 20 дворов с татарскими жителями в количестве 95 человек приписного населения и 24 — «постороннего»[7]
- Кара-Сабу — в энциклопедическом словаре Немцы России, как лютеранский хутор Донузлавской волости с 88 жителями в 1905 и 30 — в 1915 году;
- Кармыш 45°25′30″ с. ш. 33°18′35″ в. д.HGЯO — располагалась примерно в 3 км северо-восточнее села Наташино[8]. Встречается, как развалины, на картах 1836[9] и 1842 года[10], на 1865 год — безымянная кошара[8].
- Кучук-Токтарлы — в Ведомости о волостях и селениях, в Евпаторийском уезде с показанием числа дворов и душ… от 19 апреля 1806 года, как деревня Хоротокиятской волости с 3 дворами и 18 жителями крымскими татарами, на карте 1817 года, как Ток шариш с 8 дворами и в «Ведомости о казённых волостях Таврической губернии 1829 г», как разорённая;
- Михаэльсдорф (также Михельсдорф, Михайловка; нем. Michaelsdorf) — встречается в энциклопедическом словаре Немцы России, как лютеранское село Сакской волости и Подгородне-Петровского (Симферопольского) района, в 22 километрах к юго-востоку от Евпатории, на арендованной земле. Население 32 человека в 1904 году и 92 — в 1925, на 1926 год действовала начальная школа (при этом в Списке населённых пунктов Крымской АССР по Всесоюзной переписи 17 декабря 1926 года селение отсутствует).
- Мысай 45°18′41″ с. ш. 33°13′36″ в. д.HGЯO — встречается только на карте 1817 года как пустующая деревня. В настоящее время эта территория застроена домами села Фурманово (Мамут-Бай) разросшегося в северо-восточном направлении во второй половине XX века.
- Новый Авель — встречается только на карте Крымского статистического управления 1922 года, как поселение Сарабузского района[11].
- Орта-Мамай № 3  — встречается в Статистическом справочнике Таврической губернии. Ч.II-я. Статистический очерк, выпуск пятый Евпаторийский уезд, 1915 год, согласно которому в посёлке Орта-Мамай № 3 Сакской волости Евпаторийского уезда числилось 12 дворов с русскими жителями в количестве 8 человек приписного населения и 70 — «постороннего»[7].
- Тегеш татарский — встречается в Статистическом справочнике Таврической губернии. Ч.II-я. Статистический очерк, выпуск пятый Евпаторийский уезд, 1915 год, согласно которому на хуторе Тегеш татарский Сакской волости числился 1 двор с татарским населением в количестве 6 человек приписных жителей и 9 — «посторонних»[7].
- Чеботары-Нечаевка — встречается в Статистическом справочнике Таврической губернии. Ч.II-я. Статистический очерк, выпуск пятый Евпаторийский уезд, 1915 год, согласно которому в деревне Сакской волости числилось 11 дворов с русскими жителями в количестве 83 человек приписного населения[7].

## Сёла, исчезнувшие с 1926 по 1948 год
В данном списке представлены сёла, фигурирующие в «Списке населённых пунктов Крымской АССР по Всесоюзной переписи 17 декабря 1926 г» и не встречающиеся в послевоенных документах. Подавляющее большинство этих сёл были уничтожены немецкими оккупантами в 1941-44 годах, либо опустели и были заброшены в результате депортации из Крыма крымских татар, армян, болгар, греков и немцев.
| Сёла, исчезнувшие с 1926 по 1948 год | Сёла, исчезнувшие с 1926 по 1948 год | Сёла, исчезнувшие с 1926 по 1948 год | Сёла, исчезнувшие с 1926 по 1948 год | Сёла, исчезнувшие с 1926 по 1948 год |
| Село                                 | Координаты                           | Местоположение (сельсовет)           | Годы упразднения                     |                                      |
| ------------------------------------ | ------------------------------------ | ------------------------------------ | ------------------------------------ | ------------------------------------ |
| Актачи                               | 45°21′35″ с. ш. 33°11′40″ в. д.      | Штормовской сельский совет           | между 1926 и 1948                    |                                      |
| Биюк-Кенегез                         | 45°20′50″ с. ш. 33°04′55″ в. д.      | —                                    | между 1926 и 1948                    |                                      |
| Болечик                              | 45°18′35″ с. ш. 33°35′25″ в. д.      | Охотниковский сельский совет         | между 1922 и 1942                    |                                      |
| Болатчи                              | 45°20′05″ с. ш. 33°36′00″ в. д.      | Сизовский сельский совет             | между 1926 и 1948                    |                                      |
| Камбар                               | 45°28′50″ с. ш. 33°27′25″ в. д.      | Добрушинский сельский совет          | между 1926 и 1948                    |                                      |
| Картбий                              | 45°15′50″ с. ш. 33°13′40″ в. д.      | Ромашкинский сельский совет          | между 1926 и 1948                    |                                      |
| Кокей немецкий                       | 45°22′55″ с. ш. 33°46′10″ в. д.      | Сизовский сельский совет             | между 1926 и 1948                    |                                      |
| Майрык                               | 45°17′15″ с. ш. 33°42′40″ в. д.      | Крайненский сельский совет           | между 1926 и 1948                    |                                      |
| Мешер                                | 45°25′50″ с. ш. 33°46′05″ в. д.      | Крайненский сельский совет           | между 1941 и 1948                    |                                      |
| Мурзачик                             | 45°13′35″ с. ш. 33°13′00″ в. д.      | Молочненский сельский совет          | между 1926 и 1948                    |                                      |
| Нургельды                            | 45°27′15″ с. ш. 33°23′05″ в. д.      | Добрушинский сельский совет          | между 1926 и 1948                    |                                      |
| Чебердыш                             | 45°19′20″ с. ш. 33°09′50″ в. д.      |                                      | между 1926 и 1948                    |                                      |
| Чайгоз                               | 45°23′45″ с. ш. 33°11′00″ в. д.      | Весёловский сельский совет           | между 1926 и 1948                    |                                      |
| Эльток-Камбар                        | 45°28′30″ с. ш. 33°28′15″ в. д.      | Добрушинский сельский совет          | между 1926 и 1942                    |                                      |

### Малоупоминаемые сёла
Перечисленные ниже сёла встречаются лишь в одном-двух исторических документах и сведений о них недостаточно для создания полноценной статьи.
- Абай-Кучук (также Кучук-Абай), до 1917 — Таврическая губ., Евпаторийский у., Агайская вол.; в сов. период — Крымская АССР, Ак-Шеихский/Фрайдорфский/Евпаторийский р-н. Лют. село, осн. в 1894. В 60 км к сев. от Евпатории. Лют. приходы Нейзац и Джелал. Земли 600 дес. Жит.: 48 (1905), 92 (1915), 60 (1918), 91/81 нем. (1926)[12].
- Ай-Догды 45°13′00″ с. ш. 33°48′30″ в. д.HGЯO — встречается на двухкилометровке РККА 1942 года[13].
- Айсабай (вакуф) — встречается в Статистическом справочнике Таврической губернии. Ч.II-я. Статистический очерк, выпуск пятый Евпаторийский уезд, 1915 год, согласно которому в деревне Айсабай (вакуф) Донузлавской волости Евпаторийского уезда числилось 10 дворов с татарским населением в количестве 74 человек приписного населения и 6 — «постороннего»[7].
- Боз-Оглу Дулина — Натальевка 45°21′19″ с. ш. 33°38′41″ в. д.HGЯO — встречается в «…Памятной книжке Таврической губернии на 1900 год», согласно которой в усадьбе числилось 38 жителей в 15 дворах[14] и на карте Генштаба Красной Армии 1941 года как вплотную примыкающее к сёлам Боз-Оглу-Прикуп, Боз-Оглу-Каратаяк, Боз-Оглу-Салаул и Боз-Оглу Кереит[15];
- Боллух 45°06′45″ с. ш. 33°44′56″ в. д.HGЯO — на километровой карте Генштаба Красной армии 1941 года[16].
- Кальки — встречается в Списке населённых пунктов Крымской АССР по Всесоюзной переписи 17 декабря 1926 года, согласно которому в селе Болек-Аджинского сельсовета числилось 8 дворов, население составляло 35 человек, из них 34 русских и 1 украинец[17].
- Кармыш-Чаян 45°27′13″ с. ш. 33°14′10″ в. д.HGЯO — встречается в Списке населённых пунктов Крымской АССР по Всесоюзной переписи 17 декабря 1926 года, согласно которому в селе Кармыш-Чаян, Отешского сельсовета Евпаторийского района, числилось 17 дворов, из них 16 крестьянских, население составляло 71 человек, из них 54 украинца, 12 русских, 5 татар[18]. Обозначен на двухкилометровке РККА 1942 года[19].
- Кашоба-Кары — встречается в Списке населённых пунктов Крымской АССР по Всесоюзной переписи 17 декабря 1926 года, согласно которому в селе Кашоба-Кары, Отешского сельсовета Евпаторийского района, числилось 13 дворов, из них 12 крестьянских, население составляло 56 человек, из них 55 украинцев и 1 русский[18].
- Новая Владимировка 45°15′10″ с. ш. 33°36′45″ в. д.HGЯO — на километровой карте Генштаба Красной армии 1941 года[20];
- Орта-Мамай № 1
- Орта-Мамай № 2  — встречается в Статистическом справочнике Таврической губернии. Ч.II-я. Статистический очерк, выпуск пятый Евпаторийский уезд, 1915 год, согласно которому в посёлке Орта-Мамай № 2 Сакской волости Евпаторийского уезда числилось 14 дворов с русскими жителями в количестве 9 человек приписного населения и 35 — «постороннего»[7]. Согласно Списку населённых пунктов Крымской АССР по Всесоюзной переписи 17 декабря 1926 года, в селе Орта-Мамай № 2, Богайского сельсовета Евпаторийского района, числилось 7 дворов, все крестьянские, население составляло 37 человек, из них 35 украинцев, 1 русский, 1 записан в графе «прочие»[17].
- Рыкова 45°12′35″ с. ш. 33°42′40″ в. д.HGЯO — встречается на карте ЮБК 1924 года[21];
- Тойтебе Новый — встречается в Статистическом справочнике Таврической губернии. Ч.II-я. Статистический очерк, выпуск пятый Евпаторийский уезд, 1915 год, согласно которому в деревне Тойтебе новая Агайской волости Евпаторийского уезда числилось 13 дворов с татарским населением в количестве 59 человек приписных жителей и 5 — «посторонних»[7] и в Списке населённых пунктов Крымской АССР по Всесоюзной переписи 17 декабря 1926 года, согласно которому в селе Тойтебе Новый, Отешского сельсовета Евпаторийского района, числилось 12 дворов, все крестьянские, население — 60 человек, все татары[22]
- Ульяновка 45°10′50″ с. ш. 33°44′40″ в. д.HGЯO[23] — немецкое село, встречается в «Списке населённых пунктов Крымской АССР по Всесоюзной переписи 17 декабря 1926 года», согласно которому в селе Ульяновка, Темешского сельсовета Евпаторийского района, числилось 17 дворов, все крестьянские, население составляло 92 человека, из них 90 немцев и 2 русских[24];
- Чолпан 45°20′00″ с. ш. 33°16′55″ в. д.HGЯO — примерно в 2 км восточнее Воробьёво, встречается на двухкилометровке РККА 1942 года[25].

## Сёла, исчезнувшие после 1948 года
Сёла, исчезнувшие в этот период, стали жертвами проводившийся с конца 1950-х годов политики по укрупнению хозяйств и ликвидации «неперспективных» сёл с переселением их жителей в другие населённые пункты.
| Сёла, исчезнувшие после 1948 года | Сёла, исчезнувшие после 1948 года | Сёла, исчезнувшие после 1948 года                               | Сёла, исчезнувшие после 1948 года | Сёла, исчезнувшие после 1948 года |
| Село                              | Координаты                        | Старое название                                                 | Местоположение (сельсовет)        | Годы упразднения                  |
| --------------------------------- | --------------------------------- | --------------------------------------------------------------- | --------------------------------- | --------------------------------- |
| Барановка                         | 45°17′50″ с. ш. 33°39′55″ в. д.   | до 1948 года Кучук-Бараш                                        | Сизовский сельский совет          | с 1968 по 1977 годы               |
| Баштановка                        | 45°21′20″ с. ш. 33°19′45″ в. д.   | до 1948 года Сарча                                              | Добрушинский сельский совет       | с 1968 по 1977 годы               |
| Безлесное                         | 45°18′25″ с. ш. 33°41′00″ в. д.   | до 1945 года Биюк-Бараш                                         | —                                 | с 1945 по 1954 годы               |
| Белоглинка                        | 45°25′30″ с. ш. 33°11′35″ в. д.   | ранее Каралар-Кипчак                                            | Добрушинский сельский совет       | с 1954 по 1968 годы               |
| Богатое                           | 45°22′25″ с. ш. 33°24′30″ в. д.   | до 1948 года Айдар                                              | Добрушинский сельский совет       | с 1977 по 1985 годы               |
| Буревестник                       | 45°17′20″ с. ш. 33°06′20″ в. д.   | до 1948 года Ойбурчик                                           | Молочненский сельский совет       | с 1954 по 1968 годы               |
| Васильково                        | 45°20′55″ с. ш. 33°47′15″ в. д.   | до 1948 года Мурзали-Битак                                      | Сизовский сельский совет          | с 1954 по 1968 годы               |
| Верхнее                           | 45°16′05″ с. ш. 33°24′05″ в. д.   | до 1948 года Орта-Мамай № 6                                     | Суворовский сельский совет        | с 1968 по 1977 годы               |
| Вольное                           | 45°26′00″ с. ш. 33°40′08″ в. д.   | до 1948 года Актачи-Кабан                                       | Виноградовский сельский совет     | с 1977 по 1985 годы               |
| Вольное                           | 45°03′55″ с. ш. 33°45′15″ в. д.   | до 1948 года Аиш                                                | Крымский сельский совет           | с 1954 по 1968 годы               |
| Воронова                          | 45°03′10″ с. ш. 33°43′35″ в. д.   | до 1948 года Алибай                                             | Ивановский сельсовет              | с 1954 по 1968 годы               |
| Выборное                          | 45°18′45″ с. ш. 33°19′55″ в. д.   | до 1948 года Ташки Русские                                      | Ромашкинский сельский совет       | с 1954 по 1968 годы               |
| Выпасное                          | 45°20′00″ с. ш. 33°42′45″ в. д.   | до 1948 года Мавлюш                                             | Сизовский сельский совет          | с 1968 по 1977 годы               |
| Глубокое                          | 45°20′35″ с. ш. 33°27′05″ в. д.   | до 1948 года нас. пункт с-за Первомайский                       | Кольцовский сельсовет             | с 1948 по 1954 годы               |
| Гнездовка                         | 45°13′00″ с. ш. 33°46′50″ в. д.   | до 1948 года Кальпе-Эли                                         | —                                 | с 1948 по 1954 годы               |
| Давыдовка                         | 45°08′27″ с. ш. 33°48′07″ в. д.   | до 1948 года населённый пункт 5-го отделения совхоза «Крымский» | Ромашкинский сельский совет       | до 1960 года                      |
| Дальнее                           | 45°21′35″ с. ш. 33°41′45″ в. д.   | до 1948 года Салтаба                                            | Сизовский сельский совет          | 1986 год                          |
| Дружба                            | 45°20′32″ с. ш. 33°26′40″ в. д.   | —                                                               | Кольцовский сельский совет        | с 1968 по 1977 год                |
| Журавлёвка                        | 45°26′10″ с. ш. 33°47′25″ в. д.   | до 1948 года Асан-Аджи                                          | Сизовский сельский совет          | 22 сентября 2006 года             |
| Запорожское                       | 45°24′00″ с. ш. 33°18′10″ в. д.   | до 1948 года Чаян                                               | Добрушинский сельский совет       | с 1968 по 1977 годы               |
| Зольное                           | 45°20′00″ с. ш. 33°06′10″ в. д.   | до 1948 года Мамбет-Эли                                         | Штормовской сельский совет        | с 1968 по 1977 годы               |
| Калиновка                         | 45°17′35″ с. ш. 33°12′20″ в. д.   | —                                                               | Воробьёвский сельский совет       | с 1968 по 1977 годы               |
| Киевка                            | 45°13′20″ с. ш. 33°52′05″ в. д.   | до 1948 года Кадыр-Балы                                         | Крайненский сельский совет        | с 1968 по 1977 годы               |
| Китай                             | 45°21′15″ с. ш. 33°10′05″ в. д.   | —                                                               | Весёловский сельский совет        | с 1977 по 1985 годы               |
| Комсомольское                     | 45°19′45″ с. ш. 33°28′45″ в. д.   | до 1948 года Джолчак                                            | —                                 | с 1945 по 1954 годы               |
| Константиново                     | 45°13′45″ с. ш. 33°42′55″ в. д.   | до 1948 года Арап                                               | Крайненский сельский совет        | с 1954 по 1968 годы               |
| Красновка                         | 45°24′35″ с. ш. 33°24′50″ в. д.   | до 1945 года Ротендорф                                          | Кольцовский сельский совет        | 2000 год                          |
| Лепетиха                          | 45°25′55″ с. ш. 33°24′45″ в. д.   | —                                                               | Уютненский сельский совет         | с 1954 по 1968 годы               |
| Лимановка                         | 45°10′50″ с. ш. 33°18′10″ в. д.   | —                                                               |                                   | с 1968 по 1977 год                |
| Любимовка                         | 45°16′45″ с. ш. 33°44′15″ в. д.   | до 1948 года Джабага                                            | Крайненский сельский совет        | 1986 год                          |
| Маяковское                        | 45°25′55″ с. ш. 33°19′50″ в. д.   | до 1948 года Маргальфе Татарский                                | Добрушинский сельский совет       | с 1954 по 1968 годы               |
| Мирное                            | 45°21′55″ с. ш. 33°05′25″ в. д.   | до 1945 года Кенегез                                            | Молочненский сельский совет       | с 1954 по 1968 годы               |
| Надеждино                         | 45°15′40″ с. ш. 33°47′50″ в. д.   | до 1948 года Биюк-Токсаба                                       | Крайненский сельский совет        | с 1968 по 1977 годы               |
| Никифоровка                       | 45°29′05″ с. ш. 33°26′20″ в. д.   | до 1948 года Эльток                                             | Кольцовский сельский совет        | с 1954 по 1968 годы               |
| Новомихайловка                    | 45°13′15″ с. ш. 33°54′10″ в. д.   | —                                                               | Крымский сельский совет           | с 1968 по 1977 годы               |
| Овощное                           | 45°13′00″ с. ш. 33°38′34″ в. д.   | до 1948 года нас. пункт отделения совхоза ВЦСПС                 | Лесновский сельский совет         | с 1968 по 1977 год                |
| Овражное                          | 45°15′15″ с. ш. 33°31′20″ в. д.   | до 1948 года Тюмень Татарский                                   | Охотниковский сельский совет      | с 1954 по 1968 годы               |
| Островка                          | 45°14′30″ с. ш. 33°27′55″ в. д.   | до 1948 года Тюп-Мамай                                          | Суворовский сельский совет        | с 1968 по 1977 годы               |
| Пахари                            | 45°17′40″ с. ш. 33°46′30″ в. д.   | до 1948 года Сабанчи                                            | —                                 | с 1948 по 1954 годы               |
| Приозёрное                        | 45°02′04″ с. ш. 33°36′45″ в. д.   | до 1948 года Багайлы, населенный пункт совхоза имени Фрунзе     | Ивановский сельсовет              | с 1968 по 1977 годы               |
| Приозёрный                        | 45°13′45″ с. ш. 33°37′55″ в. д.   | до 1964 года Калиновка                                          | Митяевский сельсовет              | с 1968 по 1977 годы               |
| Пятихатка                         | 45°20′50″ с. ш. 34°20′45″ в. д.   | до 1948 года Апан                                               | Добрушинский сельский совет       | с 1954 по 1968 годы               |
| Ровное                            | 45°17′30″ с. ш. 33°49′40″ в. д.   | до 1948 года Кучук-Токсаба                                      | Крымский сельский совет           | с 1954 по 1968 годы               |
| Самсоново                         | 45°20′00″ с. ш. 33°31′40″ в. д.   | до 1948 года Курулу-Кипчак                                      | Вересаевский сельский совет       | 22 сентября 2006 года             |
| Снежное                           | 45°27′30″ с. ш. 33°16′33″ в. д.   | до 1948 года Карпулы                                            | Добрушинский сельский совет       | с 1954 по 1968 годы               |
| Советское                         | 45°25′50″ с. ш. 33°39′15″ в. д.   | до 1948 года Кучук-Кабань                                       | —                                 | с 1954 по 1968 год                |
| Суходольное                       | 45°15′20″ с. ш. 33°50′45″ в. д.   | до 1948 года Алач                                               | —                                 | с 1948 по 1954 годы               |
| Тарасовка                         | 45°22′42″ с. ш. 33°36′00″ в. д.   | до 1948 года Такил                                              | —                                 | с 1945 по 1954 годы               |
| Тренёво                           | 45°25′10″ с. ш. 33°19′50″ в. д.   | до 1948 года Маргальфе Русский                                  | Добрушинский сельский совет       | с 1954 по 1968 годы               |
| Тюльпановка                       | 45°20′30″ с. ш. 33°45′55″ в. д.   | до 1948 года Ак-Кую-Битак                                       | Сизовский сельский совет          | с 1954 по 1968 годы               |
| Узловое                           | 45°17′15″ с. ш. 33°22′50″ в. д.   | до 1948 года Мамут-Куй                                          | —                                 | 1986 год                          |
| Утренняя Заря                     | 45°13′10″ с. ш. 33°15′35″ в. д.   | до 1948 года Айсабай                                            | Ромашкинский сельский совет       | с 1954 по 1968 годы               |
| Федотовка                         | 45°26′25″ с. ш. 33°31′25″ в. д.   | до 1948 года Узбек Немецкий                                     | Кольцовский сельский совет        | с 1954 по 1968 годы               |
| Фёдоровка                         | 45°06′05″ с. ш. 33°33′30″ в. д.   | —                                                               | Новофёдоровский поселковый совет  | 17 февраля 2010 года              |
| Чернушки                          | 45°25′20″ с. ш. 33°14′10″ в. д.   | до 1948 года Каралар                                            | Добрушинский сельский совет       | с 1968 по 1977 годы               |
| Чесноково                         | 45°18′40″ с. ш. 33°19′35″ в. д.   | до 1948 года Ташки Татарские                                    | Ромашкинский сельский совет       | с 1954 по 1968 годы               |
| Щегловка                          | 45°17′10″ с. ш. 33°10′20″ в. д.   | до 1948 года Кабач                                              | Воробьёвский сельский совет       | с 1968 по 1977 годы               |
| Ястребково                        | 45°07′ с. ш. 33°43′ в. д.         | до 1948 года Темеш-Вакуф                                        | Ореховский сельский совет         | с 1968 по 1977 годы               |